# Ophiopogon leptophyllus
Ophiopogon leptophyllus är en enhjärtbladiga växtart som beskrevs av Griff.. Ophiopogon leptophyllus ingår i släktet Ophiopogon, och familjen sparrisväxter.
Artens utbredningsområde är Assam (Indien). Inga underarter finns listade i Catalogue of Life.